# Эпитафиой
 Эпитафио́й (греч. ἐπιτάφιοι — надгробный, от греч. ἐπι — на, над и греч. τάφος — могила) — в поздней античности, культуре эллинистической эпохи и в Византии — погребальная пелена, саван. В греческой церкви VI—XV веков — плащаница, связанная с обрядом пасхальной литургии. На такой ткани, как правило, изображали сцену надгробного плача и погребения Иисуса Христа — Положение во гроб.
Подобные литургические плащаницы в течение веков оказывали влияние на искусство живописи и скульптуры, росписи и рельефов антепендиумов, алтарей и церковных кафедр (пульпитов). Так, согласно одной из версий, знаменитая картина художника Ганса Гольбейна Младшего «Мёртвый Христос в гробу» необычно вытянутого по горизонтали формата была выполнена в качестве пределлы алтаря. Однако остальные части такого алтаря не обнаружены. Поэтому М. Я. Либман счёл возможным утверждать, что картина восходит к старинным византийским эпитафиой (плащаницам), связанным с пасхальной литургией. Такого рода образы встречаются в венецианском искусстве вплоть до XVI века, например в творчестве Марко Базаити и Витторе Карпаччо.
В средневековой Германии такие композиции именовали «Grabeschristus» — «Христос в гробнице». Знаменитая картина «Мёртвый Христос» Андреа Мантеньи также связана с традицией живописных картин «эпитафиой». Она предназначалась художником для установки в изголовье собственного надгробия в капелле церкви Сант-Андреа в Мантуе.